# Volgogradski prospekt (métro de Moscou)
Volgogradski prospekt (en russe : Волгогра́дский проспе́кт et en anglais : Volgogradsky Prospekt) est une station de la ligne Tagansko-Krasnopresnenskaïa (ligne 7 mauve) du métro de Moscou, située sur le territoire du raïon Ioujnoportovy dans le district administratif sud-est de Moscou.

## Situation sur le réseau
Établie en souterrain, à 8 mètres sous le niveau du sol, la station Volgogradski prospekt est située au point 50+35 de la ligne Tagansko-Krasnopresnenskaïa (ligne 7 mauve), entre les stations Proletarskaïa (en direction de Planernaïa) et Tekstilchtchiki (en direction de Kotelniki).